# 小行星11264
小行星11264（11264 Claudiomaccone）是一颗绕太阳运转的小行星，为主小行星带小行星。该小行星于1979年10月16日发现。

## 轨道参数
小行星11264的轨道半长轴为2.5822071 UA，离心率为0.232。